# سيف الدين يلخجا
سيف الدين يلخجا بن مامش الناصري، أمير مملوكي، شغل منصب نائب غزة.

## فترة الظاهر برقوق وأولاده
كان تركياً مملوكاً للظاهر سيف الدين برقوق، حيث اشتراه مع والديه وأنعم على ابنه المنصور عبد العزيز بهم وجعل أباه من مماليك الأطباق، وتربى إلى أن صار خاصكياً للناصر زين الدين فرج بعد أن حبس أخاه المنصور، ثم صار ساقياً وزاد اختصاصه به ورقاه على جميع الناصرية، وذلك قبل أن يتم يلخجا العشرين. ثم قتل الناصر فرج واستقر المؤيد أبو النصر شيخ المحمودي فعزله عن السقاية، واستقر في جملة الخاصكية، وكانت له عنده حظوة، وأكثر الإقطاعات له.

## انضمامه إلى سيف الدين ططر
حين أعلن سيف الدين ططر نفسه سلطاناً، هرب مقبل الدودار من القاهرة، فانضم يلخجا إليه ودخلا مع سيف الدين جقمق نائب الشام. ولما هُزم ططر اختفى يلخجا بدمشق فترة ثم عاد مع الظاهر ططر إلى القاهرة، ودام على خاصكيته.

## من رؤوس النواب
أنعم عليه الأشرف سيف الدين برسباي بإمرة عشرة، وجعله من رؤوس النواب، وسافر في 834 هـ أمير الركب الأول، ثم صار في 837 هـ مشداً على بندر جدة برفقة كريم الدين ابن كاتب المناخ، ثم جعله العزيز جمال الدين يوسف أمير طبلخانات.

## نيابة غزة ووفاته
صار في أيام الظاهر جقمق رأس نوبة، ثم صار نائب غزة في 849 هـ خلفاً لطوخ الأبو بكري المؤيدي شيخ، ولما خرج إليها لم يلبث أن مرض وطال مرضه وضعف أحد شقيه، فاستعفى وطلب العودة وكتب بتوجهه إلى القدس، إلا أنه توفي قبل وصول الخبر إليه بغزة في أوائل جمادى الآخرة 850 هـ عن 60 عاماً تقريباً، ودفن بجامع ابن عثمان بغزة. وكان يلخجا أمر في مرضه بتوسيط جماعة كانوا في سجنه من جهة حطط حاجبها، والذي تولى نيابة غزة بعده.